# Wolfgang Schreyer

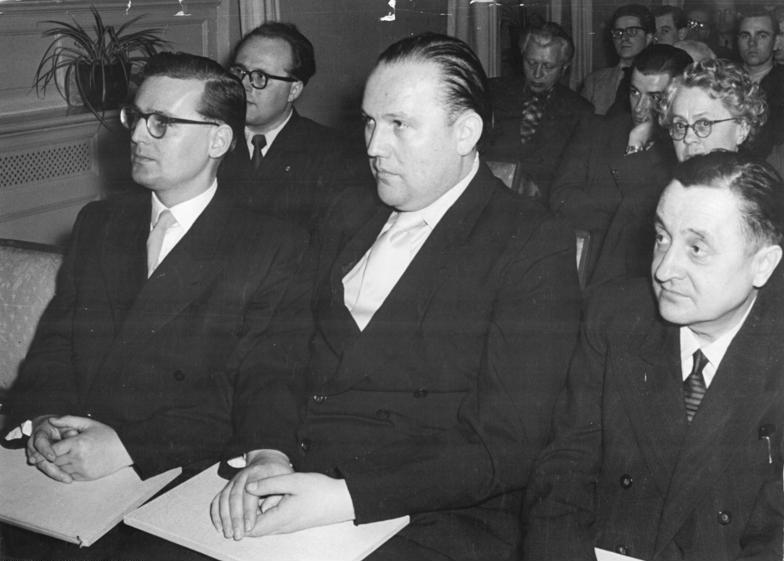
Entrega del Premio Heinrich Mann en 1956. De izquierda a derecha: Wolfgang Schreyer, Franz Fühmann y Rudolf Fischer.

Wolfgang Schreyer (Magdeburgo, Sajonia-Anhalt; 20 de noviembre de 1927-Ahrenshoop, Mecklemburgo-Pomerania Occidental; 14 de noviembre de 2017) fue un escritor y guionista alemán.

## Vida
Hijo de un droguero, acudió al instituto y participó como ayudante de artillería en el final de la Segunda Guerra Mundial. En 1944 se afilió al Partido Nacionalsocialista Obrero Alemán y se alistó en la Wehrmacht. Fue prisionero de guerra de los Estados Unidos hasta 1946. Entre 1947 y 1949 recibió formación para ser droguero y desempeñó esa profesión hasta 1950. Desde 1950 hasta 1952 fue gerente en la industria farmacéutica. Desde la aparición de su primera novela Großgarage Südwest se ganó la vida como escritor independiente. Realizó numerosos viajes al Caribe y a Estados Unidos, y desde 1958 estuvo bajo vigilancia por la Stasi. Residió en Magdeburgo hasta 1972 y desde entonces residió en Ahrenshoop.
Fue uno de los autores más exitosos de la República Democrática Alemana, y gran parte de sus novelas fueron adaptadas al cine por la Deutsche Film AG.

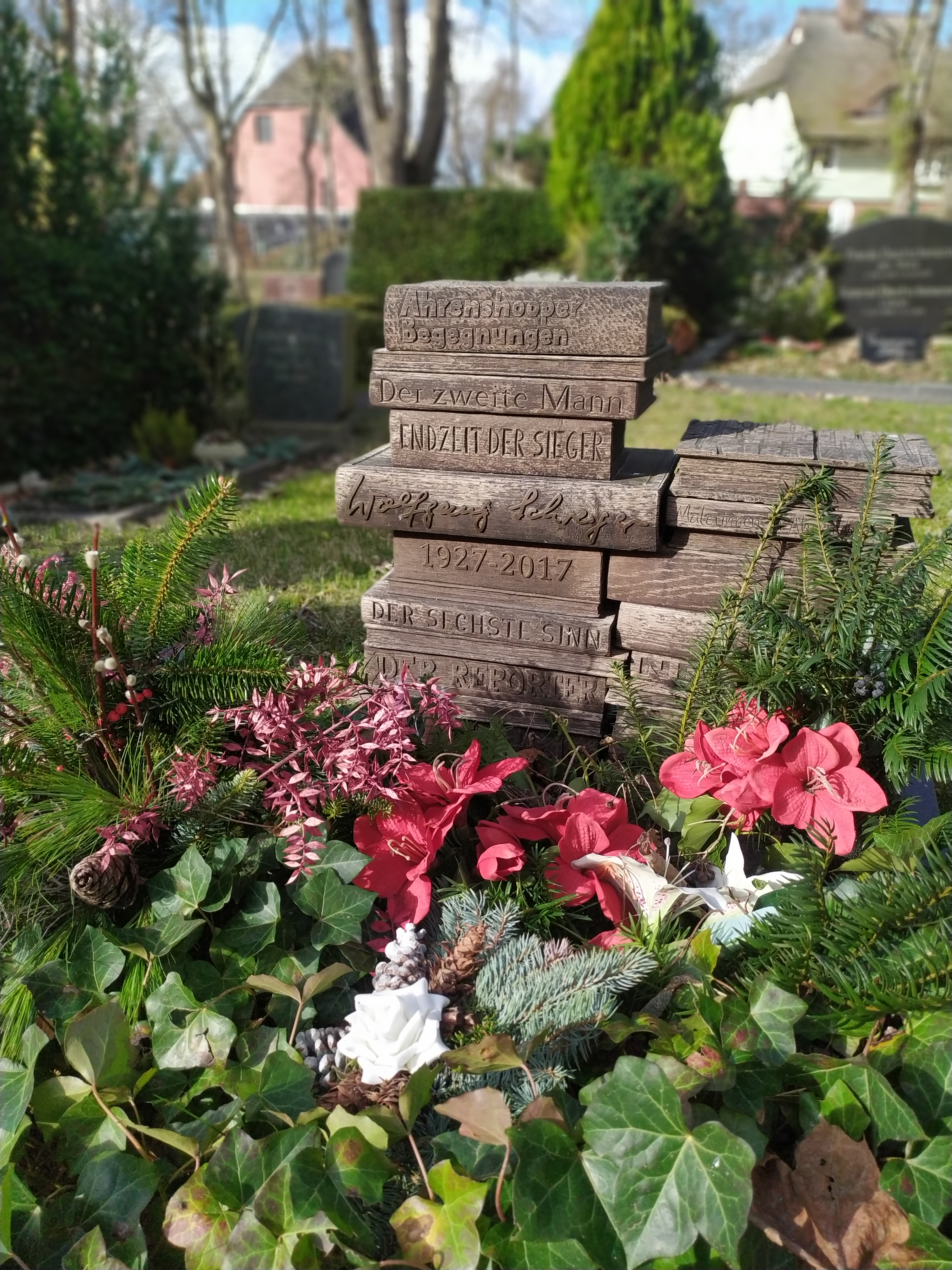
Lápida en Ahrenshoop

Fue miembro desde 1952 de la Deutscher Schriftstellerverband, desde 1974 del PEN Club Internacional (primero de la República Democrática Alemana y luego de Alemania) y desde 1990 del Verband deutscher Schriftsteller. En 1956 recibió el premio Heinrich Mann.

## Obras
- Großgarage Südwest (1952)
- Mit Kräuterschnaps und Gottvertrauen (1953)
- Unternehmen „Thunderstorm“ (1954)
- Die Banknote (1955)
- Schüsse über der Ostsee (1956)
- Der Traum des Hauptmann Loy (1956)
- Das Attentat (1957)
- Der Spion von Akrotiri (1957)
- Alaskafüchse. Fünf Berichte aus drei Erdteilen (1959)
- Das grüne Ungeheuer (1959)
- Entscheidung an der Weichsel (1960)
- Tempel des Satans (1960)
- Die Piratenchronik (1961)
- Vampire, Tyrannen, Rebellen (1963, junto a Günter Schumacher)
- Preludio 11 (1964)
- Fremder im Paradies (1966)
- Augen am Himmel (1967)
- Aufstand des Sisyphos (1969, junto a Jürgen Hell)
- Der gelbe Hai (1969)
- Bananengangster (1970)
- Der Adjutant (1971)
- Der Resident (1973)
- Tod des Chefs oder Die Liebe zur Opposition (1975)
- Schwarzer Dezember (1977)
- Die Entführung (1979)
- Der Reporter (1980)
- Die Suche oder Die Abenteuer des Uwe Reuss (1981)
- Eiskalt im Paradies (1982)
- Die fünf Leben des Dr. Gundlach (1982)
- Der Mann auf den Klippen (1987)
- Der sechste Sinn (1987)
- Unabwendbar (1988)
- Die Beute (1989)
- Endzeit der Sieger (1989)
- Alpträume. Dreizehn erotische Geschichten mit kriminellem Hauch (1991)
- Nebel (1993)
- Das Quartett (1994)
- Der zweite Mann. Rückblick auf Leben und Schreiben (2000)
- Das Kurhaus (2002)
- Die Legende. Was am 11. September geschah (2006)
- Ahrenshooper Begegnungen. Ein Haus am Meer und seine Gäste (2008)
- Der Leuchtturm (2009)
- Die Verführung (2010)
- Der Feind im Haus (2011)

## Adaptaciones cinematográficas
- 1961: Der Traum des Hauptmann Loy
- 1962: Das grüne Ungeheuer
- 1962: Tempel des Satans
- 1964: Alaskafüchse
- 1964: Preludio 11
- 1972: Der Adjutant
- 1984: Das zweite Leben des Dr. Gundlach